# Glossina nigrofusca
Glossina nigrofusca är en tvåvingeart som beskrevs av Robert Newstead 1910. Glossina nigrofusca ingår i släktet tsetseflugor, och familjen Glossinidae. Inga underarter finns listade i Catalogue of Life.